# Elztal (Odenwald)

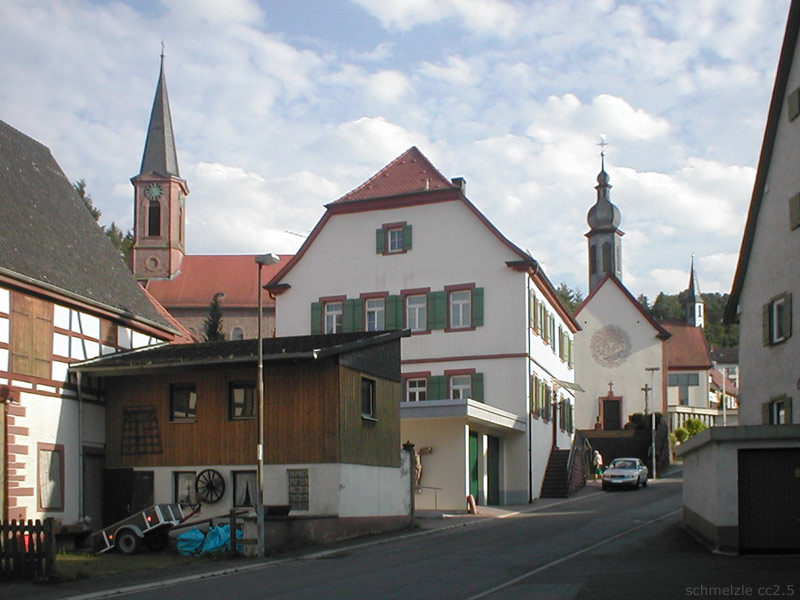
Ortsmitte von Elztal-Dallau

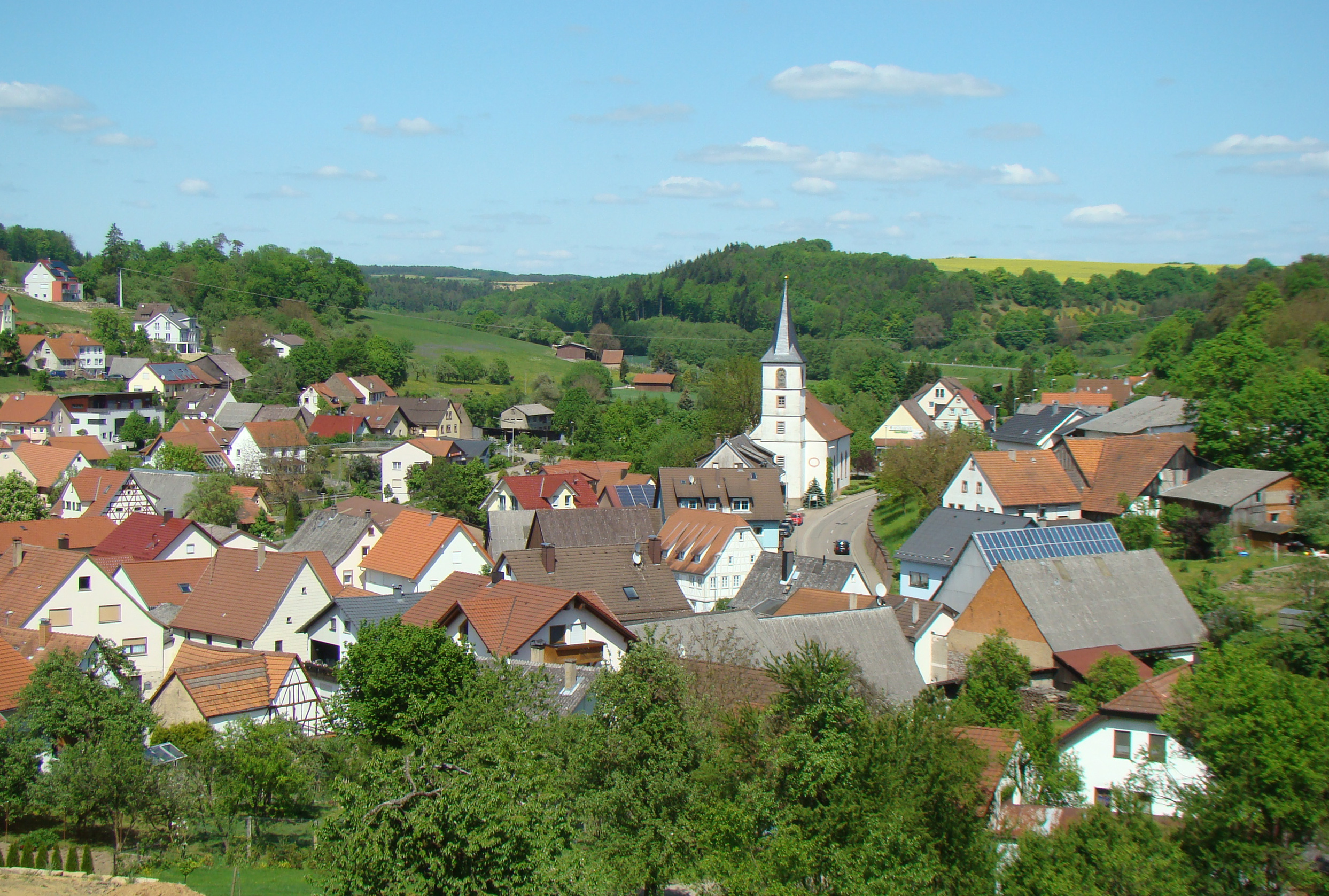
Ortskern von Elztal-Auerbach

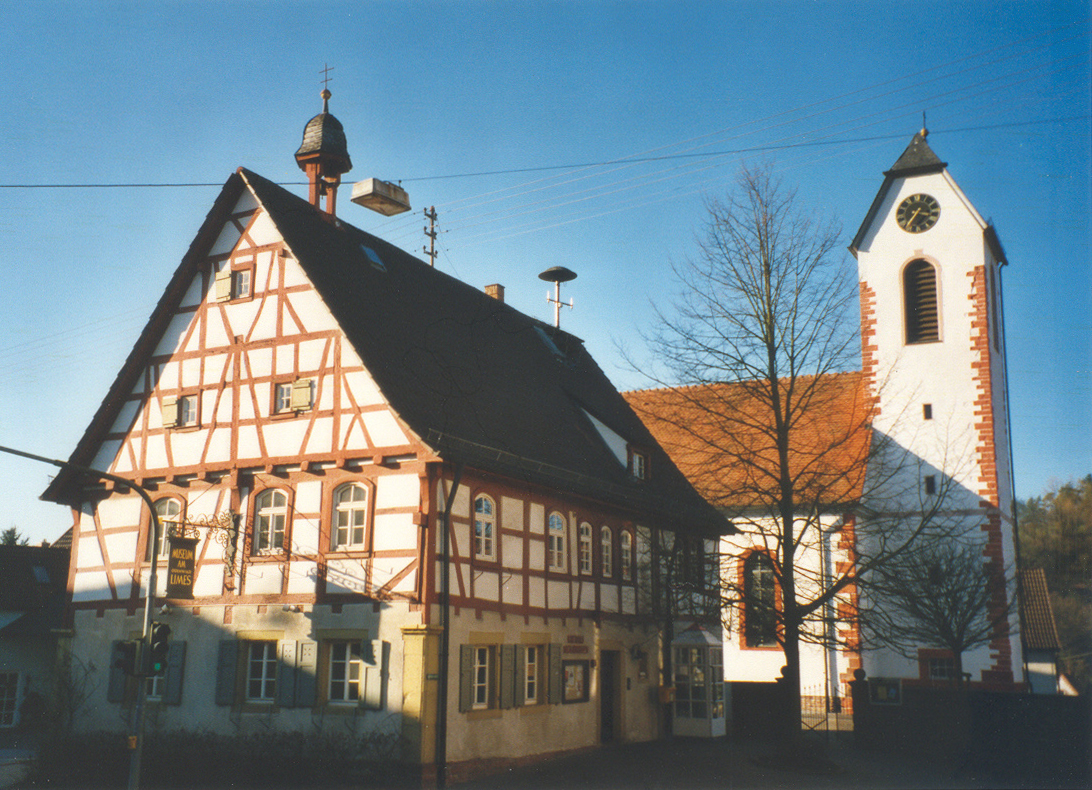
Ortsmitte von Elztal-Neckarburken

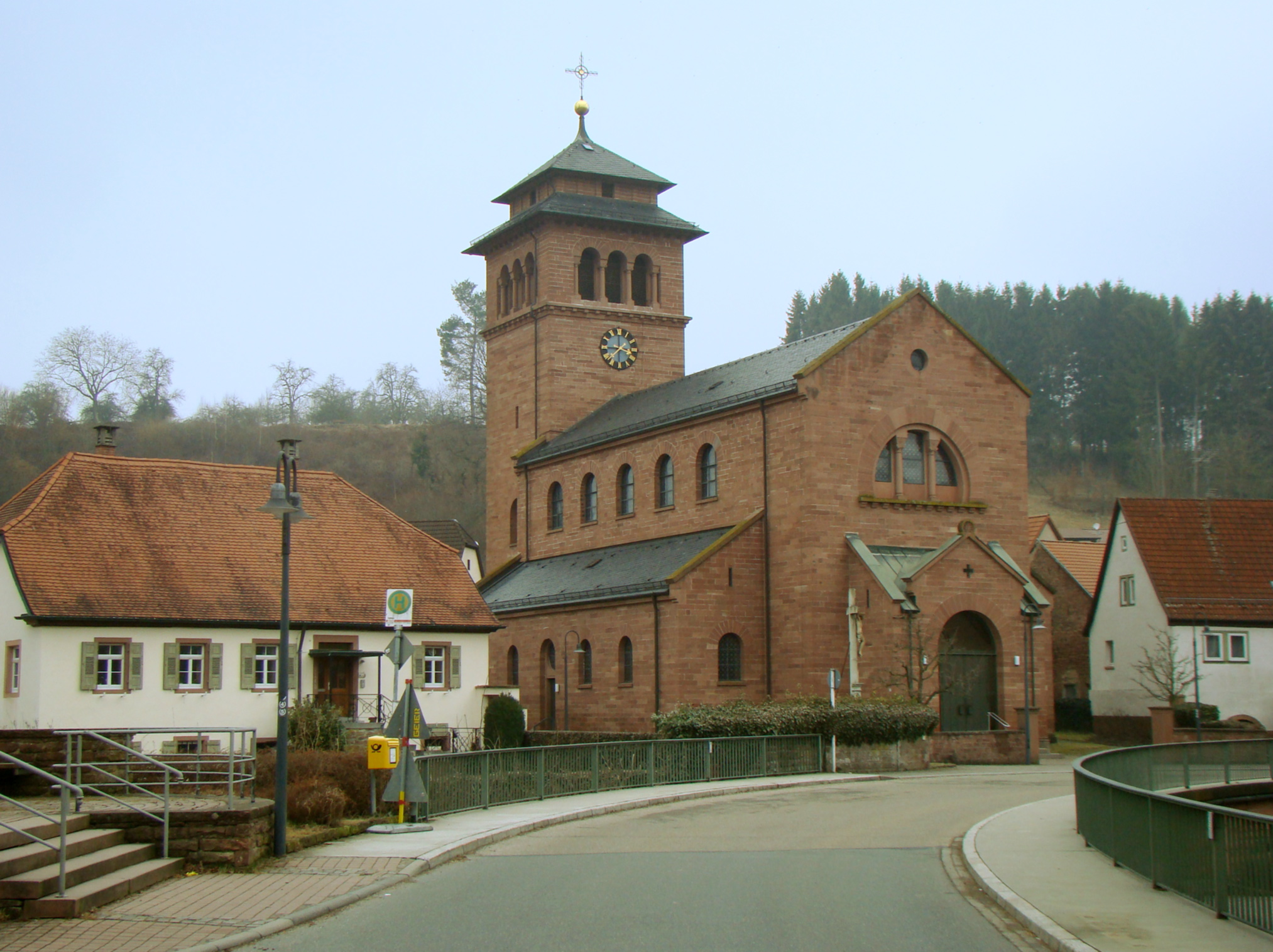
Kirche St. Georg und Pfarrhaus in der Ortsmitte von Rittersbach

Elztal ist eine Gemeinde im Neckar-Odenwald-Kreis in Baden-Württemberg, die 1973 durch die Vereinigung der Orte Auerbach, Dallau, Muckental und Neckarburken entstand und in die 1975 auch der Ort Rittersbach eingemeindet wurde. Sie gehört zur europäischen Metropolregion Rhein-Neckar.

## Geographie

### Lage und Naturraum
Elztal liegt am Südrand des badischen Odenwalds und des Baulands. Durch das Gemeindegebiet fließt die Elz, ein rechter Nebenfluss zum Neckar. Die Gemarkung liegt im Naturpark Neckartal-Odenwald.

### Gemeindegliederung
Die Gemeinde besteht aus den fünf Ortsteilen Auerbach, Dallau, Muckental, Neckarburken und Rittersbach.
Zum Ortsteil Dallau gehören der Ort Mariental und die Häuser An der Trienz und Obere Mühle. Zum Ortsteil Muckental gehören das Dorf Muckental und das Gehöft Rineck. Zum Ortsteil Rittersbach gehört der Zinken Ziegelhütte.
Von 1788 bis 1850 bestand auf heutiger Gemarkung von Elztal auch die später aufgelöste Gemeinde Rineck, von der heute nur noch ein Hofgut zeugt.

### Aktuelle Einwohnerzahlen
Dallau: 2371,
Auerbach: 1237,
Muckental: 526,
Neckarburken: 1101,
Rittersbach: 634.

## Geschichte

### Frühe Besiedlung und Zeit der Römer
Das heutige Gemeindegebiet von Elztal war bereits in vorgeschichtlicher Zeit besiedelt, wovon insgesamt 14 Grabhügel auf der Gemarkung künden. Die Entstehungszeit dieser Grabhügel wird auf die Mitte des 1. Jahrtausends v. Chr. datiert. Zur Zeit der Römer verlief der Neckar-Odenwald-Limes durch die Elztaler Gemarkung, zu dessen Sicherung u. a. die Kastelle von Neckarburken mit umliegenden Wirtschaftshöfen (Villa rustica) angelegt wurden. Bei Neckarburken befand sich außerdem ein römisches Lagerdorf (Vicus).

### Erste Erwähnung der Orte im Lorscher Codex
Auf die Römer folgten um 260 n. Chr. zunächst die Alamannen, ab 497 n. Chr. schließlich die Franken, im Zuge deren Landnahme die Orte Auerbach, Dallau, Neckarburken und Rittersbach entstanden sind. Anlässlich von Stiftungen begüterter fränkischer Adliger an das Kloster Lorsch erfolgten die ersten urkundlichen Erwähnungen der vier fränkischen Siedlungen im Lorscher Codex: Dallau wird 772 als Dalaheim (Talheim), Neckarburken 774 als Borocheim (Burgheim), Rittersbach 783 als Rodinsburon (Ruodis Bure) und Auerbach 791 als Urbach erwähnt. Im 9. Jahrhundert kam es auch zu Stiftungen an das Cyriaksstift in Neuhausen und das Bistum Worms, das seinen Einfluss nach einer Schenkung Kaiser Ottos II., die die Reichsabtei Mosbach mit Besitz in 23 Orten umfasste, noch vergrößern konnte.

### Ortsherrschaft im hohen und späten Mittelalter
Im hohen Mittelalter trat in Dallau vermutlich ein aus der Ministerialität aufgestiegener Ortsadel auf. 1336 werden dann die Herren von Heinriet als Besitzer der Feste Dallau erwähnt, die auch Güter in umliegenden Orten erwerben konnten, dann jedoch verarmten und zu Raubrittern wurden. Im Zuge des Vernichtungsfeldzugs des Mainzer Erzbischofs Gerlach von Nassau 1356 im Auftrag Kaiser Karls IV. gegen die Burg in Lohrbach des Albrecht Schenk von Limpurg wurde auch die Burg in Dallau „im Namen von Kaiser und Reich gebrochen und mit allem Zugehörigen verwüstet“. Gerlach erhielt vom Kaiser auch das Recht zur Neugründung einer Stadt in Dallau, wozu es dann jedoch nicht kam. Nach dem Tode Gerlachs 1371 verfügten die Herren von Heinriet wieder über ihre Besitztümer in Dallau, Aurbach, Muckental, Rittersbach und Sulzbach, die sie 1380 an Cunz Münch von Rosenberg verkauften. Anlässlich dieses Verkaufs wird Muckental erstmals urkundlich erwähnt. Im 14. und frühen 15. Jahrhundert treten auch die Herren von Weinsberg, Herren von Hirschhorn und Schenk von Limpurg als Besitzer auf.

### Im Besitz des Deutschen Ordens und der Kurpfalz
Im 15. Jahrhundert erwarben insbesondere der Deutsche Orden und die Pfalzgrafen von Pfalz-Mosbach Anteile an den Dörfern des Elztals. Nach dem Aussterben der Linie Pfalz-Mosbach 1499 fielen deren Besitztümer an die Kurpfalz. Künftig gab es in Auerbach, Dallau und Rittersbach jeweils einen kurpfälzischen und einen Deutschordens-Schultheißen. Im Dallauer Schloss saß ein Deutschordens-Amtmann, der die Ordensbesitztümer in allen drei genannten Orten verwaltete. Das Schloss wurde 1525 im Bauernkrieg von aufständischen Bauern verwüstet, bis 1530 jedoch wiederaufgebaut. Aus diesem Grund lagen die Dörfer in zwei Reichskreisen. Die Deutschordensballei Franken gehörte zum Fränkischen Reichskreis, die Kurpfalz zum Kurrheinischen Reichskreis.
Im Dreißigjährigen Krieg hatten die Elztal-Orte schwer zu leiden. Das Dallauer Schloss wurde abermals verwüstet, ebenso die Kirchen in Auerbach und Rittersbach, wie auch die Orte an sich. Muckental, wo sich ein Schäfereigut befand, war zeitweilig entvölkert, da die Bevölkerung geflohen war. Im Jahr 1668 tauschte der Deutsche Orden seine Besitztümer in den Elztal-Orten mit der Kurpfalz gegen Besitz bei Bad Mergentheim und Burg Duttenberg ein. Die Elztal-Orte und ihre Einwohner wurden dadurch vollends kurpfälzisch.
Muckental wurde von 1694 bis 1766 als Erbbestand an Johann Heinrich Pettenkoffer und seine Nachkommen verliehen, anschließend in acht Huben aufgeteilt und an die bewirtschaftenden Familien übertragen. 1783 wurde der Ort zur eigenen Gemeinde erhoben. Von 1788 bis 1850 gab es außerdem die Gemeinde Rineck, die auf Initiative der Kurpfalz mit angesiedeltem fahrenden Volk gegründet worden war, deren Bewohner aber wegen ihres schlechten Leumunds 1849/50 nach Amerika ausgesiedelt wurden.

### Übergang an Leiningen 1803 und Baden 1806
In den Jahren ab 1793 wurden die Gemeinden im Elztal durch Kontributionen und Einquartierungen infolge der Koalitionskriege schwer belastet. Der linksrheinische Gebietsverlust der dort begüterten Adligen führte zu einer politischen Neuordnung in Südwestdeutschland. Auerbach, Dallau, Neckarburken und Rittersbach kamen dadurch 1803 an das Fürstentum Leiningen und 1806 an das Land Baden.

### Badische Landgemeinden
1847 wurde die Straße durch das Elztal (heutige B 27) ausgebaut, 1862 bis 1866 die Bahnstrecke Neckarelz–Osterburken gebaut. Die Orte waren lange Zeit überwiegend landwirtschaftlich geprägt und durchliefen den Strukturwandel zu ihrer heutigen Gestalt erst ab dem Zweiten Weltkrieg. Bereits während der Kriegsjahre und in der unmittelbaren Nachkriegszeit wuchsen die Orte durch die Aufnahme von Flüchtlingen aus den zerstörten größeren Städten an. 1939 wurden in Auerbach 625 Einwohner gezählt, Ende 1945 waren es 696. In Dallau stieg die Einwohnerzahl im selben Zeitraum von 1005 auf 1120, in Muckental von 372 auf 395, in Neckarburken von 389 auf 467, und in Rittersbach von 426 auf 479.

### Deportation der Sinti ins Vernichtungslager Auschwitz-Birkenau
Im März 1943 deportierten die Kripo, „Dorfpolizei“ und Mosbacher Polizisten die Dallauer Sintifamilie Reinhardt, die zwangsweise im ehemaligen Hammelhaus wohnen musste, über Mosbach zusammen mit anderen Sinti aus dem Landkreis in das Zigeunerlager Auschwitz. Am 28. März 1943 übergaben lokale Polizisten diese Sinti im Auftrag der Kriminalpolizeistelle Mosbach an die dortige SS. Karl Reinhardt, Maria Martha Reinhardt, Martin Reinhardt, Maria Reinhardt und die Kinder Gustav (Josefle), Thomas und Erika wurden dort oder in nachfolgenden Konzentrationslagern von der SS ermordet. Nur zwei weitere aus Dallau deportierte Frauen, darunter Martha Guttenberger, geborene Reinhardt, die Mutter von „Josefle“, und deren ebenfalls aus Dallau deportierter Bruder Kaspar Reinhardt überlebten die Haftzeit in mehreren Konzentrationslagern. Ihr weiteres Leben war dadurch stark beeinträchtigt.

### Nach 1945
In den Nachkriegsjahren wurden zahlreiche Vertriebene aus den Ostgebieten aufgenommen. Neubau- und Gewerbegebiete wurden ausgewiesen und trugen zum Strukturwandel bei. 1959 ereignete sich in Neckarburken ein Großbrand, bei dem zahlreiche landwirtschaftliche Gebäude zerstört wurden. Im gleichen Jahr begann die Stationierung von US-Soldaten in Dallau und eine mit atomaren Gefechtsköpfen bestückte Feuerstellung des sogenannten Nike-Gürtels wurde südwestlich von Auerbach errichtet. 1967 wurde das Sportzentrum in Dallau errichtet, 1968 das Elzbergstadion, wenig später die Elzberghalle. Auch in Rittersbach, Muckental und Auerbach entstanden bis Mitte der 1970er Freizeit- und Sportanlagen.

### Zusammenschluss zur Gemeinde Elztal 1973
Am 1. Januar 1973 vereinigten sich Auerbach, Dallau, Muckental und Neckarburken zur neuen Gemeinde Elztal. Am 1. Januar 1975 wurde Rittersbach eingemeindet. Bis 1973 hatten die Gemeinden des heutigen Elztals zum Landkreis Mosbach gehört, mit dem sie im Zuge der Kreisreform im neuen Neckar-Odenwald-Kreis aufgingen. Am 1. Januar 1975 hatte die Gesamtgemeinde knapp 5000 Einwohner.

## Religionen
Das Gebiet des heutigen Elztals ist seit der Reformation überwiegend evangelisch geprägt. Noch heute gibt es in Dallau (auch für Auerbach zuständig) und Neckarburken eigene evangelische Gemeinden, während Muckental durch die Gemeinde in Fahrenbach und Rittersbach durch die Gemeinde in Großeicholzheim versorgt wird. Inzwischen gibt es aber auch eine römisch-katholische Gemeinde im Ort.

## Politik

### Gemeinderat
In Elztal wird der Gemeinderat nach dem Verfahren der unechten Teilortswahl gewählt. Diese garantiert den Ortsteilen eine festgelegte Anzahl von Sitzen. Aus Dallau kommen mindestens acht, aus Auerbach mindestens vier, aus Neckarburken mindestens drei, aus Muckental und Rittersbach jeweils mindestens zwei Gemeinderäte. Der Gemeinderat hat normalerweise 19 Mitglieder. Dabei kann sich die Zahl der Gemeinderäte durch Überhangmandate (Ausgleichssitze) verändern. 2024 besteht er aus 23 gewählten ehrenamtlichen Gemeinderäten und dem Bürgermeister als Vorsitzendem. Der Bürgermeister ist im Gemeinderat stimmberechtigt.
Die Kommunalwahl am 9. Juni 2024 führte zu folgendem Ergebnis.
| Parteien und Wählergemeinschaften | Parteien und Wählergemeinschaften           | % 2024  | Sitze 2024 | % 2019 | Sitze 2019 | Kommunalwahl 2024 %6050403020100 52,42 % (+8,12 %p)22,94 % (−5,56 %p)15,50 % (+0,50 %p)9,13 % (−2,97 %p) CDUFWSPDGAL20192024 |
| CDU                               | Christlich Demokratische Union Deutschlands | 52,42   | 12         | 44,3   | 9          | Kommunalwahl 2024 %6050403020100 52,42 % (+8,12 %p)22,94 % (−5,56 %p)15,50 % (+0,50 %p)9,13 % (−2,97 %p) CDUFWSPDGAL20192024 |
| FW                                | Freie Wähler Elztal                         | 22,94   | 5          | 28,5   | 6          | Kommunalwahl 2024 %6050403020100 52,42 % (+8,12 %p)22,94 % (−5,56 %p)15,50 % (+0,50 %p)9,13 % (−2,97 %p) CDUFWSPDGAL20192024 |
| SPD                               | Sozialdemokratische Partei Deutschlands     | 15,50   | 4          | 15,0   | 3          | Kommunalwahl 2024 %6050403020100 52,42 % (+8,12 %p)22,94 % (−5,56 %p)15,50 % (+0,50 %p)9,13 % (−2,97 %p) CDUFWSPDGAL20192024 |
| GAL                               | Grüne Alternative Liste                     | 9,13    | 2          | 12,1   | 2          | Kommunalwahl 2024 %6050403020100 52,42 % (+8,12 %p)22,94 % (−5,56 %p)15,50 % (+0,50 %p)9,13 % (−2,97 %p) CDUFWSPDGAL20192024 |
| gesamt                            | gesamt                                      | 100,0   | 23         | 100,0  | 20         | Kommunalwahl 2024 %6050403020100 52,42 % (+8,12 %p)22,94 % (−5,56 %p)15,50 % (+0,50 %p)9,13 % (−2,97 %p) CDUFWSPDGAL20192024 |
| Wahlbeteiligung                   | Wahlbeteiligung                             | 66,35 % | 66,35 %    | 63,3 % | 63,3 %     | Kommunalwahl 2024 %6050403020100 52,42 % (+8,12 %p)22,94 % (−5,56 %p)15,50 % (+0,50 %p)9,13 % (−2,97 %p) CDUFWSPDGAL20192024 |

In allen fünf Ortsteilen sind Ortschaften im Sinne der baden-württembergischen Gemeindeordnung mit jeweils eigenem Ortschaftsrat und Ortsvorsteher als dessen Vorsitzendem eingerichtet.

### Bürgermeister
Bevor Karl Ludwig 1971 Bürgermeister von Elztal wurde, war er bereits im Zeitraum von 1954 bis 1971 Bürgermeister der Selbständigen Gemeinde Dallau, das heute als Hauptort Elztals gilt. 1971 bestand Elztal zunächst aus den drei Ortsteilen Auerbach, Dallau und Neckarburken. Die Ortschaften Rittersbach und Muckental wurden im Jahre 1973 eingemeindet.
- 1971 – 1980: Karl Ludwig
- 1980 – 2012: Wilhelm Götz[16]
- seit 2012: Marco Eckl

### Wappen

Wappen von Elztal

Blasonierung: In Silber (Weiß) der blau gekleidete Erzengel Michael mit blauen Flügeln, in der erhobenen Rechten ein goldenes (gelbes) Schwert, in der Linken eine goldene (gelbe) Waage haltend, rechts unten ein gespaltener ovaler Schild, darin vorn in Silber (Weiß) ein schwarzes Tatzenkreuz (Deutschordenskreuz), hinten von Silber (Weiß) und Blau schräg gerautet.
Der Erzengel Michael war der Kirchenpatron der alten Kirche Dallaus. Im Schildchen erinnern das Deutschordenskreuz und die pfälzisch-wittelsbachischen Rauten an die historischen Herrschaftsverhältnisse der Gemeindeteile. Das am 20. Januar 1975 vom baden-württembergischen Innenministerium genehmigte Wappen lehnt sich weitgehend an das ehemalige Wappen der Gemeinde Dallau an.
Das ehemalige Ortswappen von Auerbach weist auf die einstige Bedeutung des Ortes als Weinbaugebiet hin. Das Ortswappen von Muckental stellt als redendes Wappen den Ortsnamen bildhaft dar, ebenfalls das Wappen von Neckarburken. Das Wappen Rittersbachs zeigt den Ortspatron der Gemeinde, den Hl. Georg.

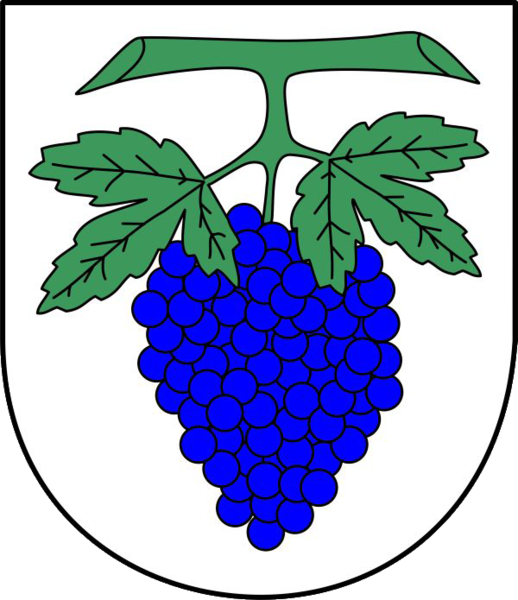
Wappen von Auerbach
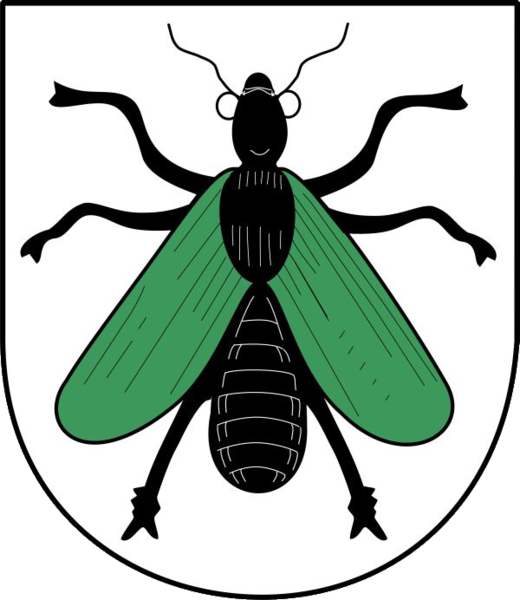
Wappen von Muckental
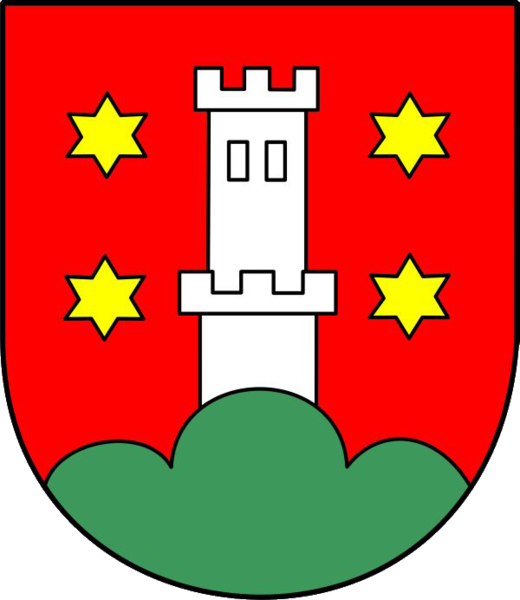
Wappen von Neckarburken
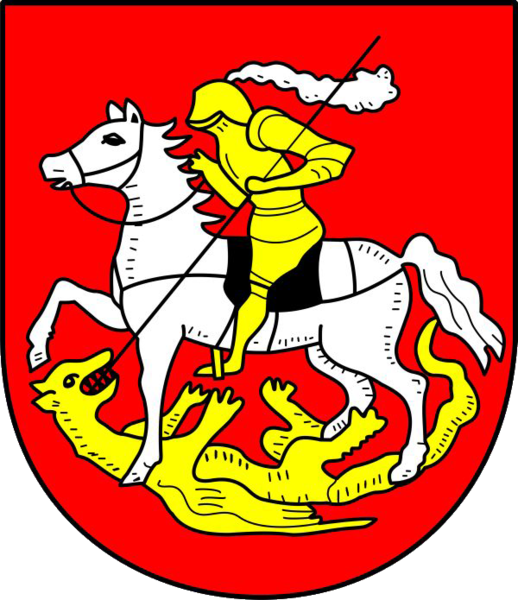
Wappen von Rittersbach

## Wirtschaft und Infrastruktur

### Verkehr

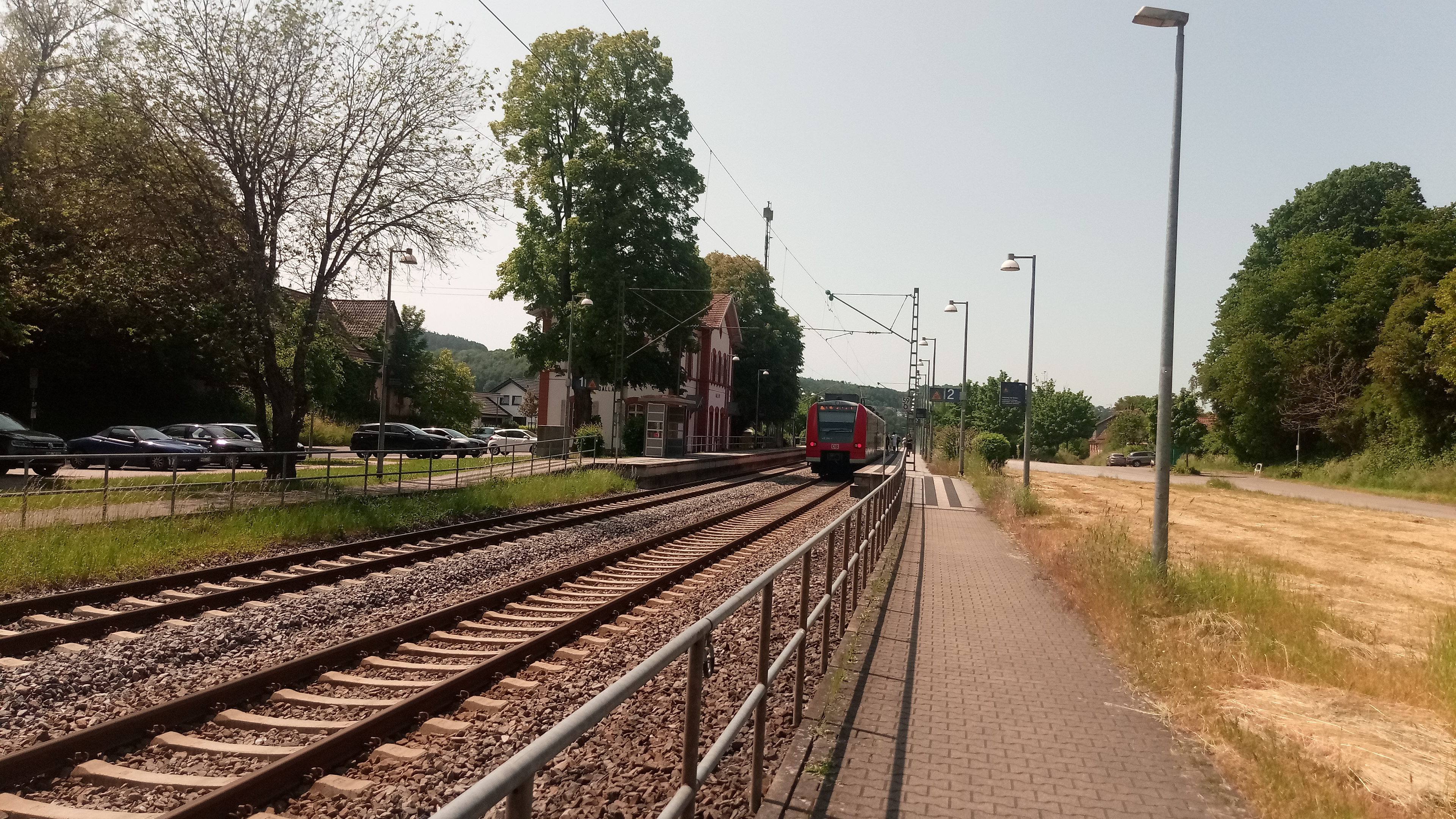
Bahnhof in Dallau

In den Ortsteilen Neckarburken, Dallau und Auerbach liegen drei Haltepunkte der Bahnstrecke Neckarelz–Osterburken, die von der S-Bahn RheinNeckar bedient wird. Die Linie S1 stellt so eine stündliche Verbindung nach Homburg sowie nach Osterburken her. Die Schmalspurbahn nach Mosbach (Odenwaldexpress) wurde 1974 eingestellt.
Elztal wird von zwei Buslinien durchfahren:
- Linie 832 (Nur Einzelleistungen) Dallau – Muckental – Limbach – Laudenberg – Langenelz – Mudau
- Linie 841 (Neckarelz) – Mosbach – Neckarburken – Dallau – Muckental – Rittersbach – Heidersbach – Waldhausen – Einbach – Hollerbach – Oberneudorf – Buchen – Hainstadt – Walldürn – Höpfingen – Hardheim – Schweinberg

In den Morgen- und Mittagsstunden gibt es zudem in der einen gesonderten Schülerverkehr, der alle fünf Ortsteile mit dem Bahnhof Dallau und allen Schulen verbindet.
Durch das Gemeindegebiet führen die Bundesstraßen 27 (Blankenburg–Lottstetten/Schaffhausen) und 292 (Bad Schönborn–Lauda-Königshofen).
Durch eine Alltagsroute aus dem Radnetz Baden-Württemberg sind Neckarburken und Dallau mit Mosbach und in der anderen Richtung über Unterschefflenz mit Adelsheim verbunden.

### Ansässige Unternehmen
Im Ortsteil Rittersbach ist die OWR Odenwaldwerke Rittersbach GmbH ansässig, ein Hersteller von Dekontaminationsgeräten.
Im Ortsteil Dallau befinden sich die Spitzer Silo-Fahrzeugwerke GmbH, ein Hersteller von Siloanhängern für LKWs, die Baufirma Firma Carmen Helm, die Druckerei Laub GmbH & Co und die WEHA Wassertechnik.
Im Ortsteil Muckental befindet sich die August Mackmull GmbH, eine weitere Baufirma.
Ebenfalls in Muckental hat sich die Mosca GmbH mit einer Polypropylen- und Polyester-Bandproduktion angesiedelt. Auf dem Dach der Mosca AG befindet sich eine der größten Photovoltaikanlagen des Neckar-Odenwald-Kreises.

### Bildungseinrichtungen
Ursprünglich hatte jeder Ortsteil bis auf Muckental seine eigene Grundschule, in Dallau gab es zu dem eine Hauptschule. Mit Ablauf des Schuljahres 2011/2012 musste die Grundschule Rittersbach schließen, die Schüler besuchten ab dann die Grundschule in Auerbach. Durch die Eröffnung der Gemeinschaftsschule am Schlossplatz in Limbach schloss zudem die Dallauer Hauptschule. Das Gebäude der ehemaligen Hauptschule wird im Jahr 2020 saniert und soll dann mit Beginn des Schuljahres 2019/2020 zu einem Grundschulzentrum umgebaut werden. Die Schüler aus Dallau und Neckarburken werden daher für die Dauer des Umbaus in der Grundschule in Neckarburken unterrichtet. Die Schüler aus Muckental, Rittersbach und Auerbach gehen weiterhin in der Schule in Auerbach zum Unterricht.
Wenn das geplante Grundschulzentrum in Dallau fertiggestellt ist, erfolgt der Unterricht für alle Grundschüler nur noch zentral an der Elztalschule in Dallau. Die Außenstellen in Neckarburken und Auerbach müssen dann geschlossen werden.
Neben der Grund- und Hauptschule Dallau bestehen in Auerbach, Neckarburken und Rittersbach noch eigene Grundschulen. Außerdem gibt es drei evangelische und zwei römisch-katholische Kindergärten.
In Dallau befindet sich zudem eine Musikschule sowie eine Außenstelle der Volkshochschule Mosbach.

## Kultur und Sehenswürdigkeiten

### Bauwerke

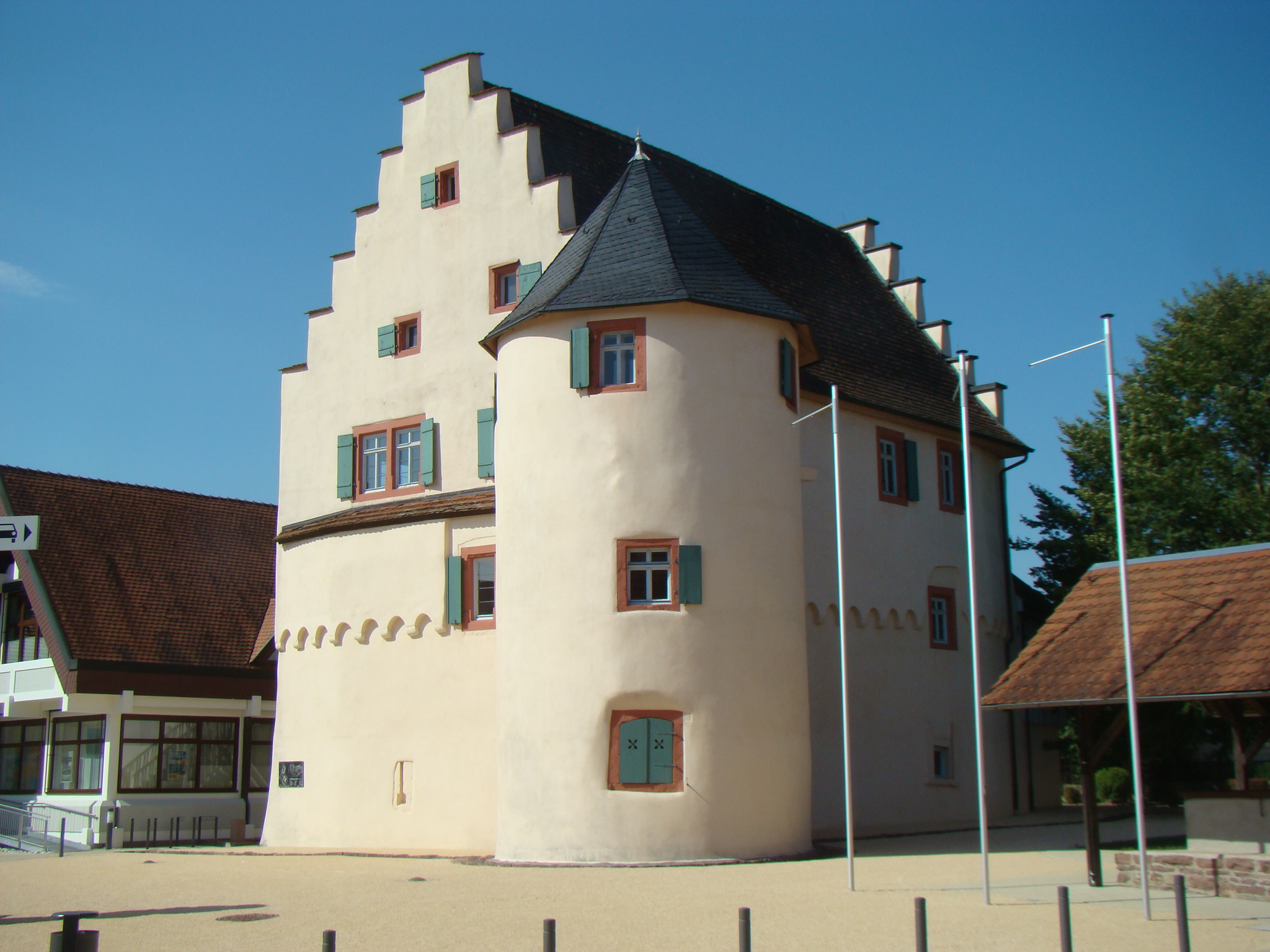
Schloss Dallau

- Schloss Dallau ist der Rest einer ehemaligen Wasserburg des Deutschen Ordens, die in der Mitte des 15. Jahrhunderts auf dem Platz der einstigen Burg der Herren von Heinriet errichtet wurde. Von der einst weitläufigen Anlage blieben ein runder Eckturm und der Palas mit mittelalterlichem Treppengiebel erhalten. Das Schloss kam 1974 in den Besitz der Gemeinde und wird seit Abschluss der Sanierung 1995 hauptsächlich zu kulturellen Zwecken genutzt. In seiner Nähe befindet sich noch ein Brunnen aus dem 16. Jahrhundert.
- In Dallau befinden sich außerdem eine evangelische und eine katholische Kirche in unmittelbarer Nachbarschaft. Die katholische Kirche St. Maria Immaculata wurde am 9. Mai 1737 geweiht. Ab 1985 wurde das Bauwerk um einen Querbau ergänzt und der Chor erneuert. Da die historischen Glasfenster im Altbau keinen Marienbezug hatten, wurden die Neubauteile mit einer barocken Marienstatue und weiterer Mariensymbolik versehen. Die erneute Weihe der Kirche erfolgte am 10. Mai 1987. Die Evangelische Kirche wurde 1750 erbaut und 1857 erweitert. Die Kirchen sind von weiteren historischen Gebäuden (kath. Pfarrhaus, ev. Schulhaus) umgeben.
- Zwei römische Kastelle in Neckarburken, ein Kohortenkastell (Westkastell) und ein Numeruskastell.
- In Neckarburken bilden das Fachwerk-Rathaus und die Evangelische Kirche als kleine barocke Ortskirche mit Kirchenschiff von 1775 und Turm von 1811 ein historisches Ensemble. Gegenüber befindet sich das ehemalige Pfarrhaus von 1818. Außerdem findet man hier eine der sehr selten gewordenen historischen Brot-Back-Stellen (von 1809) sowie einen historischen Kalkofen, der im Jahr 2006 restauriert wurde.

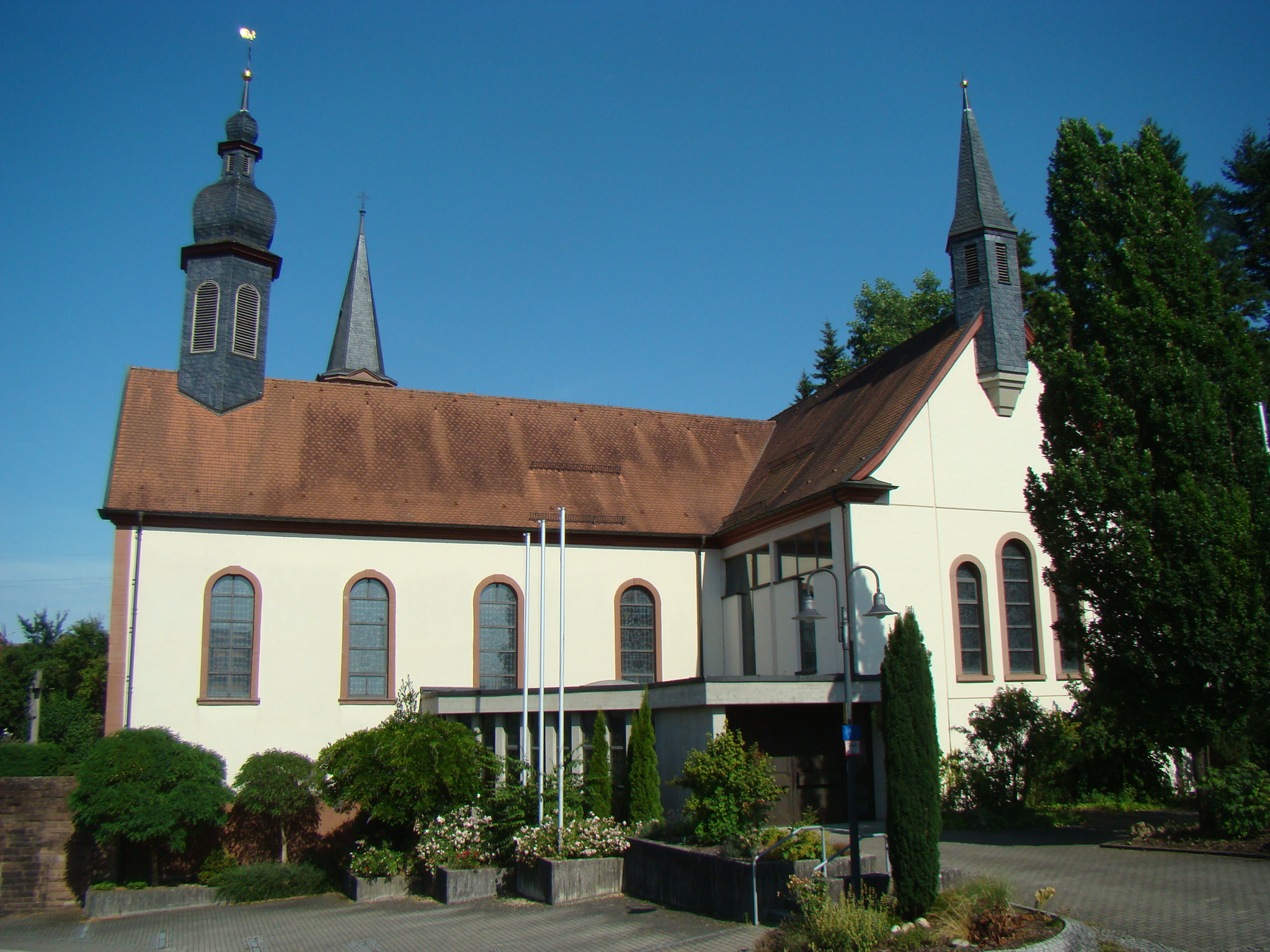
Kath. Kirche St. Maria Immaculata Dallau
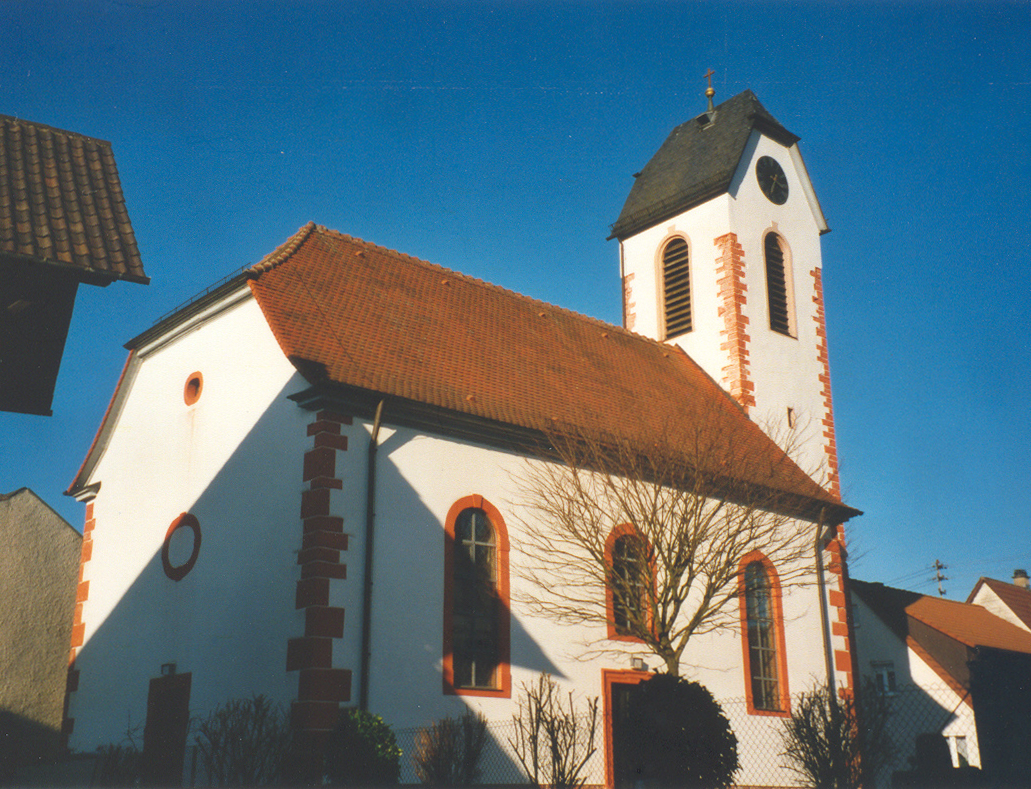
Kirche in Neckarburken
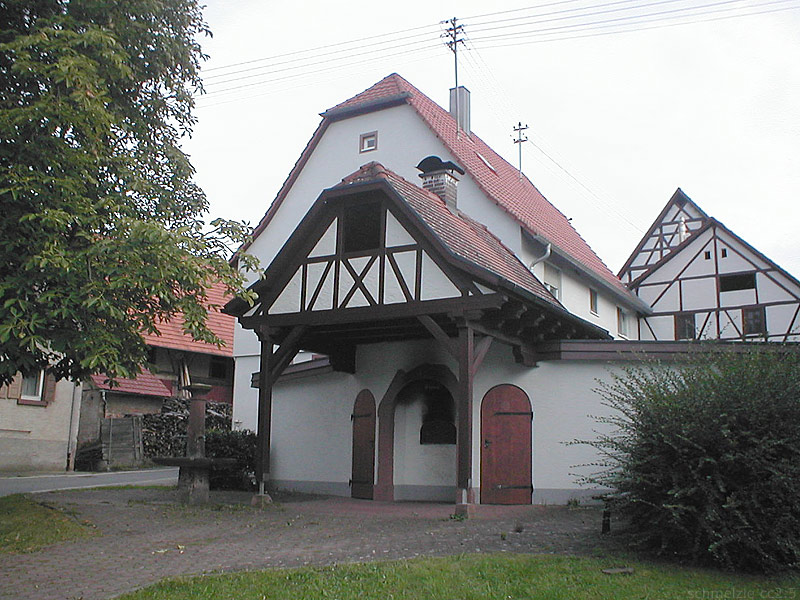
Historische Backstelle in Neckarburken
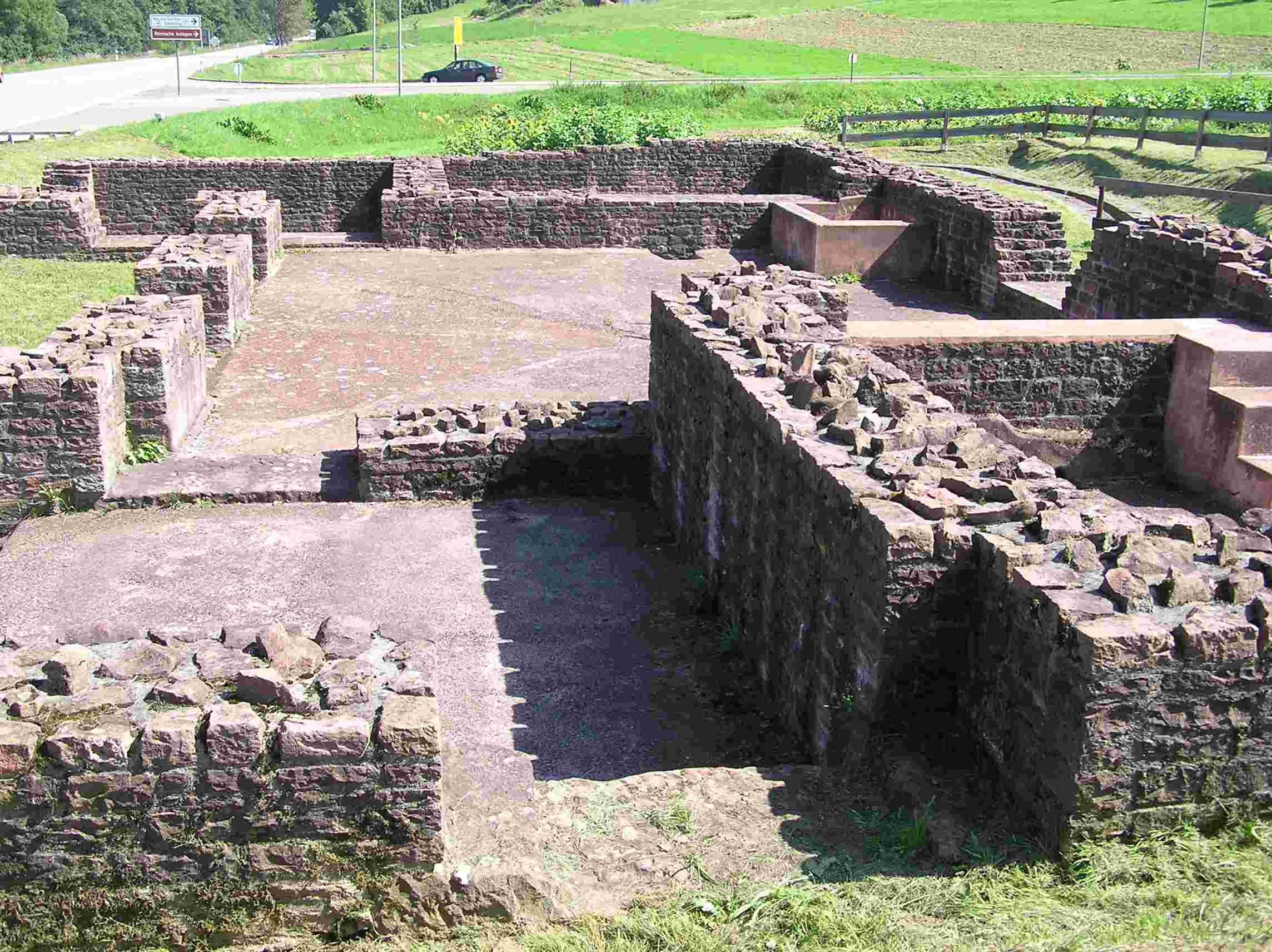
Römische Fundamente in Neckarburken

- In Auerbach befinden sich die 1789 erneuerte Evangelische Kirche und die katholische Kirche St. Bartholomäus sowie mehrere historische Fachwerkbauten. Zu den ortsbildprägenden Gebäuden zählen das historische Gasthaus Lamm, der alte Bahnhof und das alte Schulhaus.
- Die Georgskirche in Rittersbach wurde anstelle eines älteren, bereits im 14. Jahrhundert bestehenden und im 18. Jahrhundert renovierten Bauwerks 1886–88 nach Plänen von Ludwig Maier in neuromanischem Stil erbaut. Die Kirche weist Kopien der zum Weltkulturerbe gehörenden Fresken von St. Georg in Reichenau-Oberzell auf, die der Kopist Fritz Kohlund 1888 schuf. Nach der Vereinfachung des Kircheninneren bei einer Renovierung 1969/70 wurde das Innere der Kirche in den Jahren nach 2002 teilweise in seinem ursprünglichen Zustand wiederhergestellt.[21]
- Die katholische Kirche St. Josef in Muckental wurde 1890 erbaut.

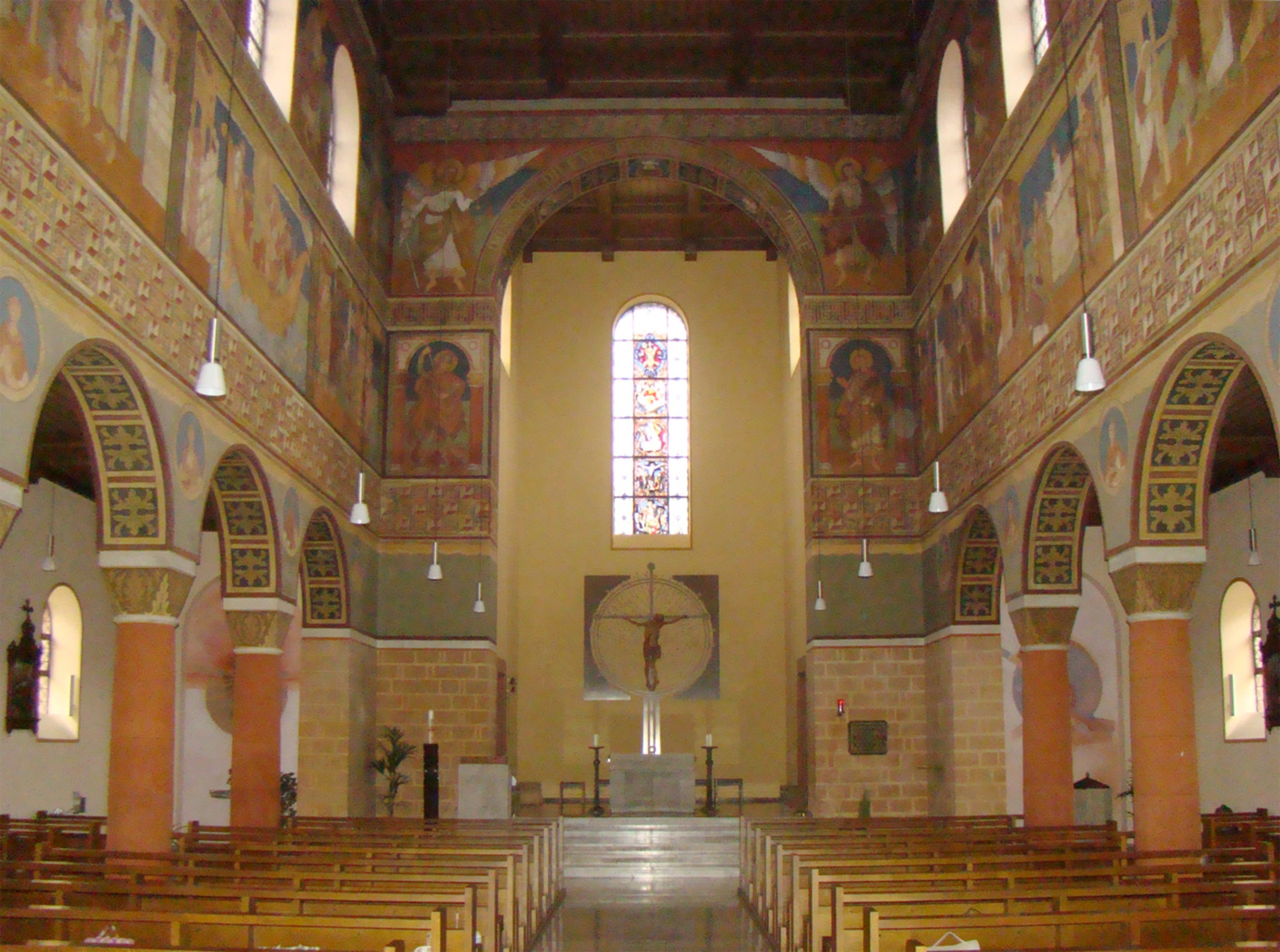
Inneres der Georgskirche in Rittersbach
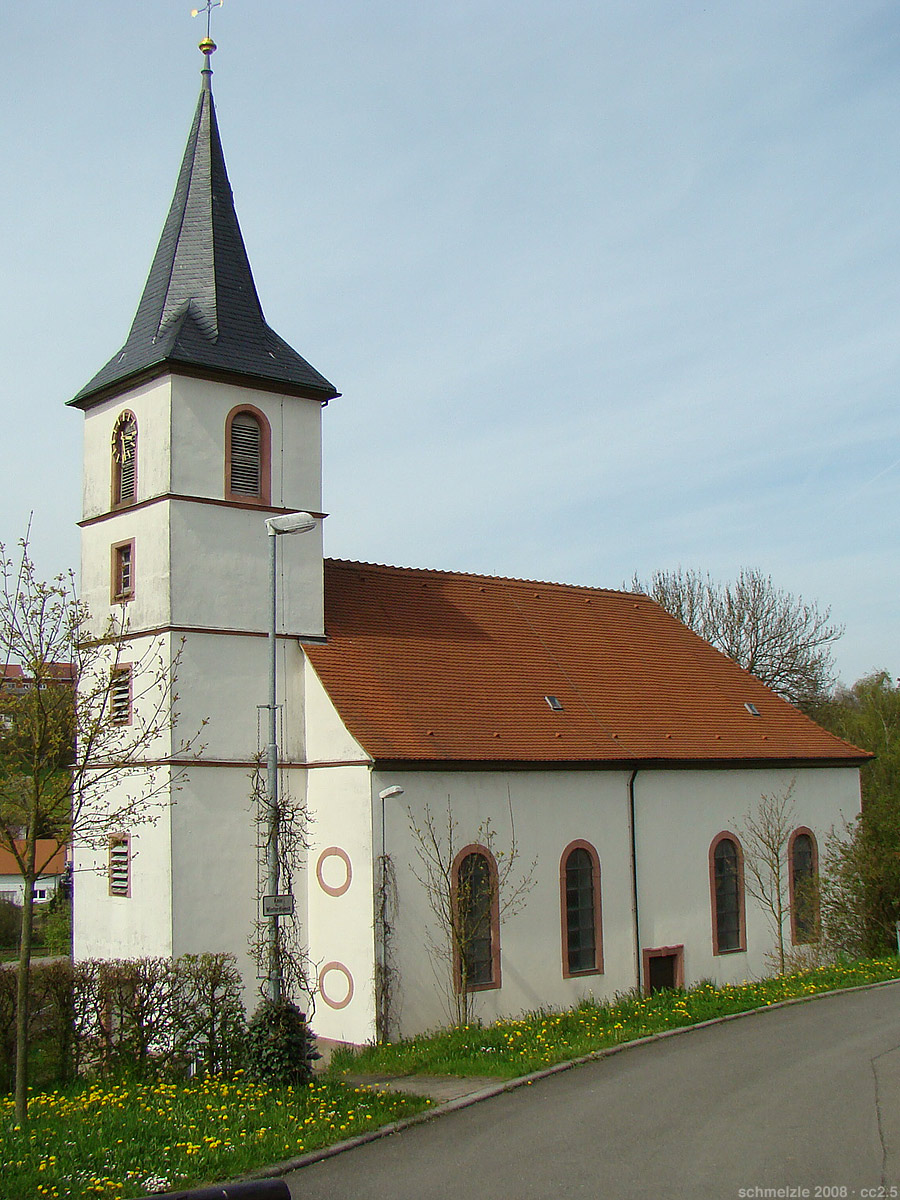
Evangelische Kirche in Auerbach
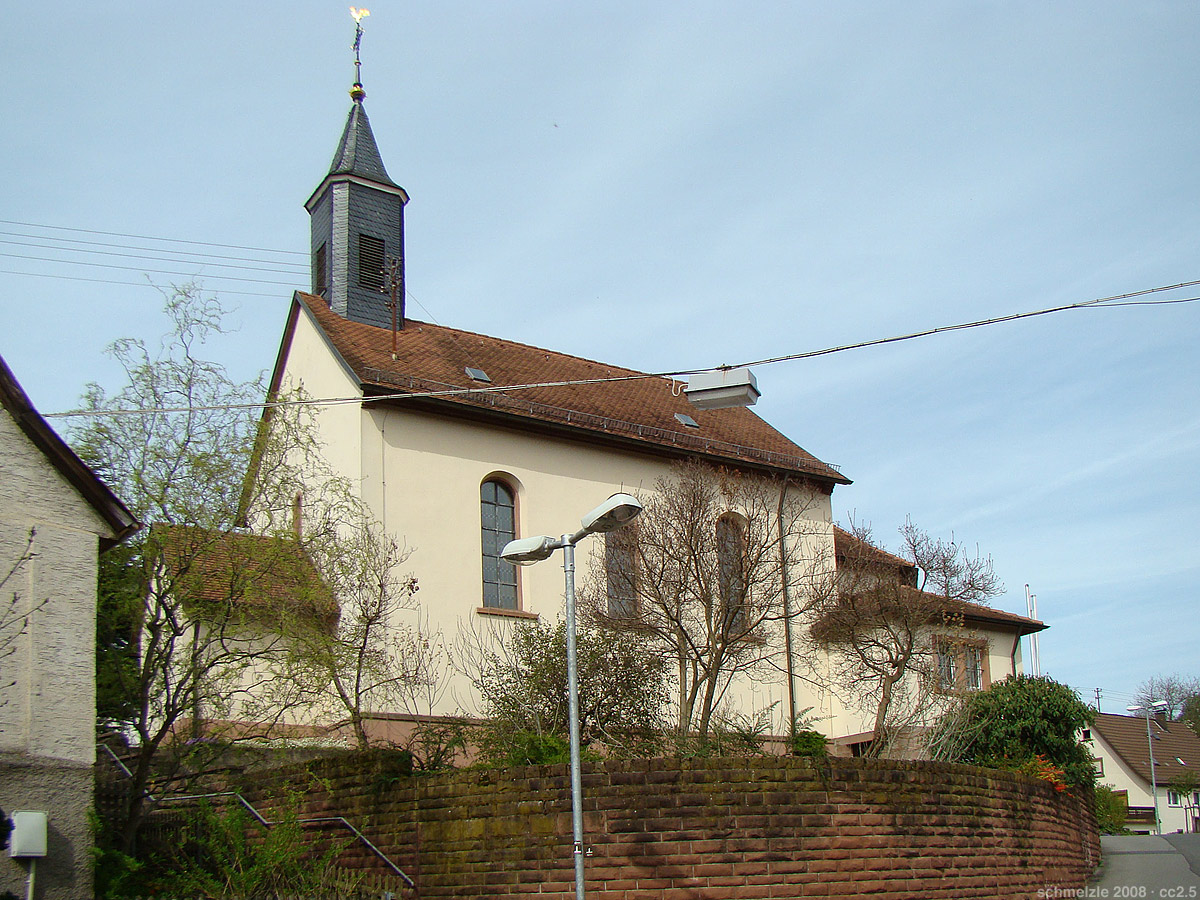
Katholische Kirche in Auerbach
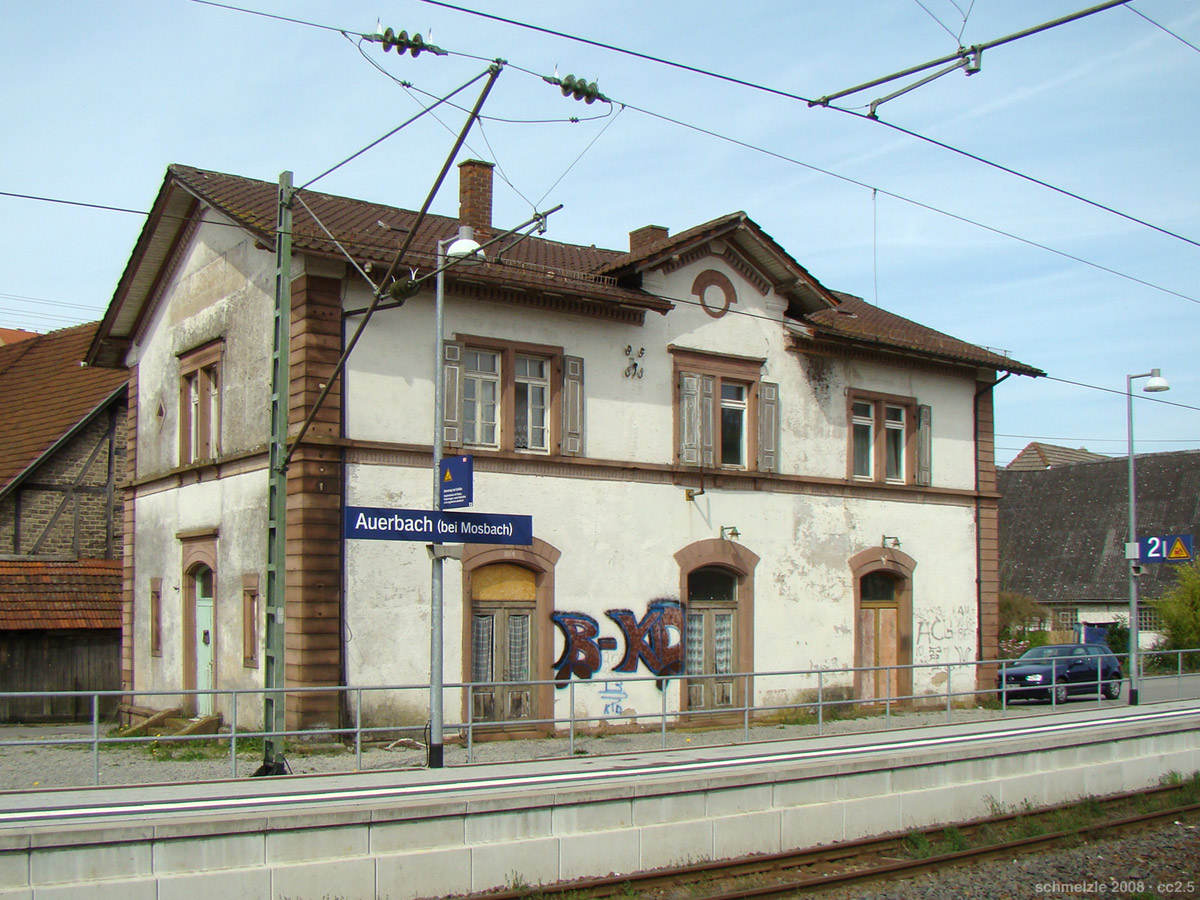
Alter Bahnhof in Auerbach

### Museen
- Neckarburken, Museum Elantia (Museum am Odenwaldlimes)

### Sport
Jeder der fünf Ortsteile besitzt einen eigenen Fußballverein. Jedoch spielt keines der Teams in höheren Klassen. Die SG Auerbach, die SpVgg Rittersbach und der SV Dallau spielen in der Kreisliga Mosbach. Der SV Muckental und der SV Neckarburken spielen in der Kreisklasse A Mosbach. Des Weiteren gibt es noch zwei Tennisvereine, den TC Dallau und den TC Schwarz–Weiß Rittersbach, sowie die Tennisabteilung der SG Auerbach.

## Söhne und Töchter der Gemeinde
- Karl Trunzer (1856–1927), Lehrer, Eisenbahnpionier und Museumsgründer, geboren in Neckarburken
- Karl Ludwig (1923–1999), geboren in Dallau, Politiker (FDP/DVP), Landtagsabgeordneter
- Frank Ockert (* 1968), Fußballspieler